# 阮福綿宓
阮福綿宓（越南语：／，1825年8月17日—1847年5月23日），號芸亭（越南语：／），越南阮朝明命帝第三十子，生母惠嬪陳氏勳。

## 生平
明命六年七月四日（1825年8月17日），阮福綿宓在順化皇城出生。年少聰穎，喜愛讀書，深得明命帝鍾愛。明命二十一年（1840年）正月，受封為寧國公（越南语：／）。紹治二年（1842年），隨紹治帝前往河內接受冊封，等到返回順化後，以學問日進晉封廣寧公（越南语：／）。
紹治七年四月十日（1847年5月23日），阮福綿宓在順化去世，壽二十三歲。紹治帝悼惜不已，為之輟朝三日，賜諡敦和。葬於承天府香水縣楊春上社。嗣德三十一年（1878年），適逢嗣德帝五十大壽，加恩追贈為廣寧郡王（越南语：／）。同慶乙酉年（1885年）秋，入祀親勳祠。

## 詩文
阮福綿宓在府第建有聚香書院，作為自己閒暇時間讀書作詩的場所，並在此與文人名士相交題詩，留有遺作《欣然集》。
阮福綿宓與嗣德帝阮福洪任年齡相仿，曾一起進學，經常在一起聯句作詩取樂。等到嗣德帝即位，看到阮福綿宓已經去世，只有遺作存世。這讓嗣德帝感傷不已，為其遺作題詩。
阮福綿宓同母弟安國公阮福綿㝘多方搜集他的詩作，集結成冊，但未及刊印，也去世了。臨終前託付兄長從善王阮福綿審代為刊印。從善王上疏嗣德帝，請求協助搜集遺作，獲得嗣德帝認可。《欣然集》後由從善王組織刊印。

## 家庭
正室張氏盤，張登桂之女，後改嫁黃文選。
阮福綿宓有3子2女，但都早卒。後裔按御賜辵字部起名。成泰年間，過繼侄孫為嗣孫，改名阮福膺逢，襲封廣寧鄉公。

## 影視形象
| 演員 | 年份   | 影視作品 | 備註  |
|      | 2019年 | 《鳳扣》 | [ 4 ] |